# كرخا
كرخا هي إحدى القرى اللبنانية من قرى قضاء جزين في محافظة الجنوب.